# مورچه‌پیتا
مورچه‌پیتایان یا پیتایان مورچه‌خوار (نام علمی: Grallariidae) نام یک تیره از راسته گنجشک‌سانان است.